# خازینوو
خازینوو (انگلیسی: Khazinovo) یک شهرک در شهرستان ایشیمبایسکی استان باشقیرستان کشور روسیه است.